# Jim Rice
James Edward Rice, noto anche con lo pseudonimo di Jim Ed (Anderson, 8 marzo 1953), è un ex giocatore di baseball statunitense che ha giocato nel ruolo di esterno per tutta la carriera con i Boston Red Sox della Major League Baseball (MLB). È stato introdotto nella National Baseball Hall of Fame nel 2009.

## Carriera
Rice debuttò con i Red Sox nel 1974, diventando un giocatore a tempo pieno l'anno successivo, piazzandosi secondo nel premio di rookie dell'anno e terzo in quello di MVP dell'American League, chiudendo l'annata con 174 valide, 102 punti battuti a casa (RBI), una media battuta di .309 e 22 fuoricampo; fu il compagno Fred Lynn ad aggiudicarsi entrambi i riconoscimenti. I due furono soprannominati "Gold Dust Twins". I Red Sox conquistarono il titolo di division ma Rice non disputò né le American League Championship Series né le World Series 1975 a causa di un infortunio al polso subito nell'ultima settimana della stagione regolare. I Red Sox persero le World Series, 4 gare a 3, contro i Cincinnati Reds.
Nel 1978, Rice fu premiato come MVP della AL dopo avere battuto con .315 (terzo nella lega), guidandola in fuoricampo (46), RBI (139), valide (213), tripli (15), basi totali (406, un record di franchigia) e media bombardieri (.600). È uno dei soli due giocatori della storia della AL ad avere guidato la lega in fuoricampo e in tripli nella stessa stagione e rimane l'ultimo ad avere guidato la MLB in tripli, home run e RBI nella stessa annata. Le sue 406 furono il massimo della AL dai tempi di Joe DiMaggio che ne fece registrare 418 nel 1937 e Rice divenne il primo giocatore a toccare le 400 basi totali da Hank Aaron nel 1959. Ciò non fu più ripetuto fino al 1997, quando Larry Walker ne ebbe 409 nella National League. Nessun giocatore della AL vi è più riuscito da Rice nel 1978 e il suo rimane il terzo risultato di tutti i tempi per un battitore destro nella AL dietro a DiMaggio e Jimmie Foxx (438 nel 1932).
Nel 1986, Rice ebbe 200 valide, batté con .324 e 110 RBI. I Red Sox si qualificarono per le World Series per la seconda volta durante la sua carriera. Questa volta, Rice disputò tutte le 14 gare di playoff, dove totalizzò 14 valide, inclusi 2 fuoricampo e 6 RBI. I suoi 14 punti segnati sono il quinto risultato di tutti i tempi in una singola annata di playoff. Boston fu però nuovamente sconfitta per 4 gare a 3 dai New York Mets.
Rice si ritirò dopo la stagione 1989. In carriera guidò la AL in fuoricampo per tre volte (1977, 1978, 1983), in RBI due (1978, 1983), in media bombardieri due (1977, 1978) e in basi totali quattro (1977-1979, 1983).

## Palmarès
- MVP dell'American League: 1

1978
- MLB All-Star: 8

1977–1980, 1983–1986
- Silver Slugger Award: 3

1983, 1984
- Leader dell'American League in fuoricampo: 3

1977, 1978, 1983
- Leader dell'American League in punti battuti a casa: 2

1978, 1983
- Numero 14 ritirato dai Boston Red Sox